# راسوی پاسیاه

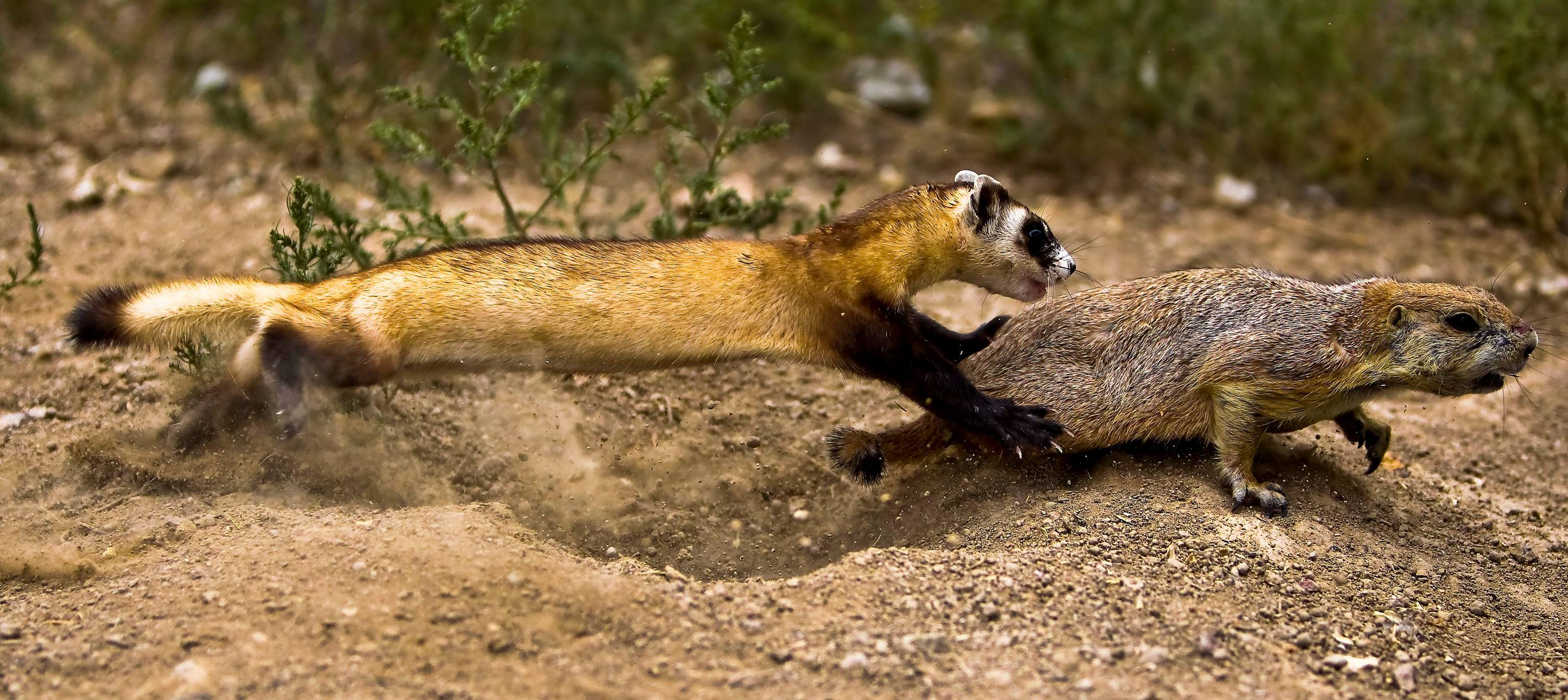
راسوی پاسیاه در مرکز تکثیر در اسارت که قبل از رهاسازی در طبیعت آموزش شکار می‌بیند.

راسوی پاسیاه (نام علمی: Mustela nigripes) گونه‌ای از سردهٔ راسو است. این جانور بومی ایالات متحدهٔ آمریکا و در خطر انقراض است. این جانور در سال ۱۹۷۹ منقرض شده اعلام شده بود. مهم‌ترین تهدید علیه نسل این جانور تخریب زیستگاه، شیوع بیماری‌های جدید و کاهش شدید جمعیت طعمهٔ اصلی آن سگ دشتی است.
برآورد می‌شود که اکنون هزار راسوی بالغ و زاده شده در طبیعت در حیات وحش حضور داشته باشند که این جمعیت‌ها حاصل برنامه‌های تکثیر در اسارت و رهاسازی در طبیعت هستند. این راسوها در ۱۸ جمعیت مجزا و غیر مرتبط در ایالت‌های غربی آمریکا زندگی می‌کنند و تنها چهار جمعیت آن‌ها خودپایدار محسوب می‌شوند.